# Jaguarfell

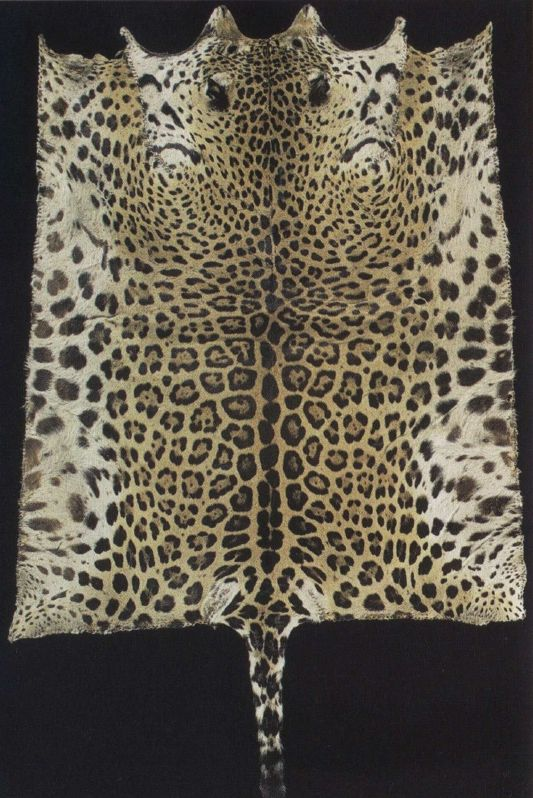
Jaguardecke der Bororo aus einem Fell (Brasilien, Mato Grosso)

Der Jaguar ist die größte Katze des amerikanischen Kontinents. Die Nutzung des Jaguarfells zu Kleidungs- und Schmuckzwecken ist bereits für die Zeit vor dem Eintreffen der Europäer bekannt. Als Handelsartikel der Neuzeit war es hochpreisig, hat aber, auch als die Mode gefleckte Pelze begünstigte, keine wesentliche Rolle gespielt. Dies lag nicht daran, dass der Jaguar weniger attraktiv ist als der in Asien und Afrika beheimatete Leopard. Der Fellanfall war sehr gering, durch seine scheue Lebensweise ist der Jaguar nur schwer zu jagen und die Felle waren, nicht nur durch die Jagd, sondern vor allem durch Bissstellen, häufig so sehr beschädigt, dass sie für die Verarbeitung zu Pelzbekleidung nicht zu gebrauchen waren. Es war zudem schwierig, aus den wenigen angefallenen, davon nutzbaren Fellen eine für ein Kleidungsstück ausreichende Stückzahl zueinander passender Felle zusammenzubekommen.
Der Jaguar ist heute absolut geschützt. Er ist zwar nicht akut vom Aussterben bedroht, ist aber trotzdem einer ständig wachsenden Gefährdung ausgesetzt, so dass ein Rückgang der Bestände festzustellen ist. Von der Weltnaturschutzunion (IUCN) wird der Jaguar als „gering gefährdet“ („Near Threatenend“) eingestuft.
Schutzstatus
Felis onca, Höchstschutz gemäß dem Washingtoner Artenschutzübereinkommen Anhang I; nach EG-Verordnung 750/2013 Anhang A und streng geschützt nach dem Bundesnaturschutzgesetz.
Detaillierte Schutzdaten: Erstlistung seit dem 20. Juni 1976. Besonders geschützt nach dem Bundesnaturschutzgesetz seit dem 31. August 1980.

## Vorkommen
Der Jaguar lebt in Amerika von Texas und Louisiana (USA) bis zur Provinz Entre Ríos in Nordost-Argentinien. Am stärksten verbreitet ist er in den gemäßigten Zonen Südamerikas, vor allem längs der Ströme Paraná, Paraguay und Uruguay. Um 1840 reichte sein Lebensraum noch bis zur Magellanstraße.
Die kleinsten Felle kamen aus dem Honduras (Zentralamerika), Felle aus Guyana-Venezuela sind sehr groß. Die größten stammten aus dem brasilianischen Mato Grosso.
Einige Varietäten des Jaguars wurden aufgrund der abweichenden Fellfarbe und -zeichnung in ihren jeweiligen Verbreitungsgebieten als eigene zoologische Arten beschrieben, spätere genetische Analysen konnten dies nicht bestätigen. Ohnehin ist die Zeichnung im Allgemeinen sehr unregelmäßig und es fanden sich selten mehrere übereinstimmend gezeichnete Felle.
- Der Yukatan-Jaguar lebt im südwestlichen Yukatan und im nördlichen Guatemala.
- Der Panama-Jaguar, in Mittelamerika und Kolumbien. Laut Brass (1911) wurden in Brasilien zwei Arten unterschieden, Onca pinado mit der gewöhnlichen Zeichnung und Onca canguen mit dicht aneinander gereihten Flecken, die kleine unvollkommene Kreise bilden. Für Nordbrasilien erwähnt er eine schwarze Abart des Jaguars,[5] Schwärzlinge können jedoch im gesamten Verbreitungsgebiet auftreten.[6]
- Der Peru-Jaguar, in Ecuador, Peru und Bolivien.
- Der Amazonas-Jaguar, in den Waldgebieten des Orinoko- und Amazonasbeckens.
- Der Parana-Jaguar im südöstlichen Südamerika.
- Der Arizona-Jaguar ist kleiner im Körper; markant in der Zeichnung. Diese nördlichste, vom Südosten der USA bis Nordwestmexiko verbreitete Untersorte, galt weitgehend als ausgestorben,[1] ist aber wohl noch in geringem Umfang vorhanden.

## Fell
Der Jaguar ist – neben dem Puma, der jedoch zoologisch noch zu den Kleinkatzen gezählt wird – die einzige Großkatze Amerikas und die drittgrößte Raubkatze der Welt, nach dem Tiger und dem Löwen. Die Kopfrumpflänge reicht von 112 bis 180 Zentimeter, die Schwanzlänge beträgt 60 bis 70 Zentimeter. Weibliche Tiere sind etwa ein Fünftel kleiner als männliche. Der Rauchwarenhändler Emil Brass will sogar Felle gesehen haben, die 2,50 Meter lang waren, ohne den Schwanz (Felle können allerdings durch die Lederzügigkeit etwas größer sein als die am Tier gemessene Länge).
Behaarung
Die Behaarung ist kurz, flach, grob und glänzend, schwach im Wuchs und an der Körperunterseite etwas langhaariger. Der Haarwechsel erstreckt sich über das ganze Jahr, zwischen Sommer- und Winterfell besteht kein wesentlicher Unterschied.
Färbung
Die Grundfärbung des südamerikanischen Jaguars ist rotgelb – im Rücken dunkler, zu den Seiten hin heller; Bauch, Kehle und Brust sind weiß. Felle von Tieren aus Regenwäldern sind dunkler als die aus Savannenregionen; männliche Tiere sind etwas dunkler als weibliche.
Zeichnung

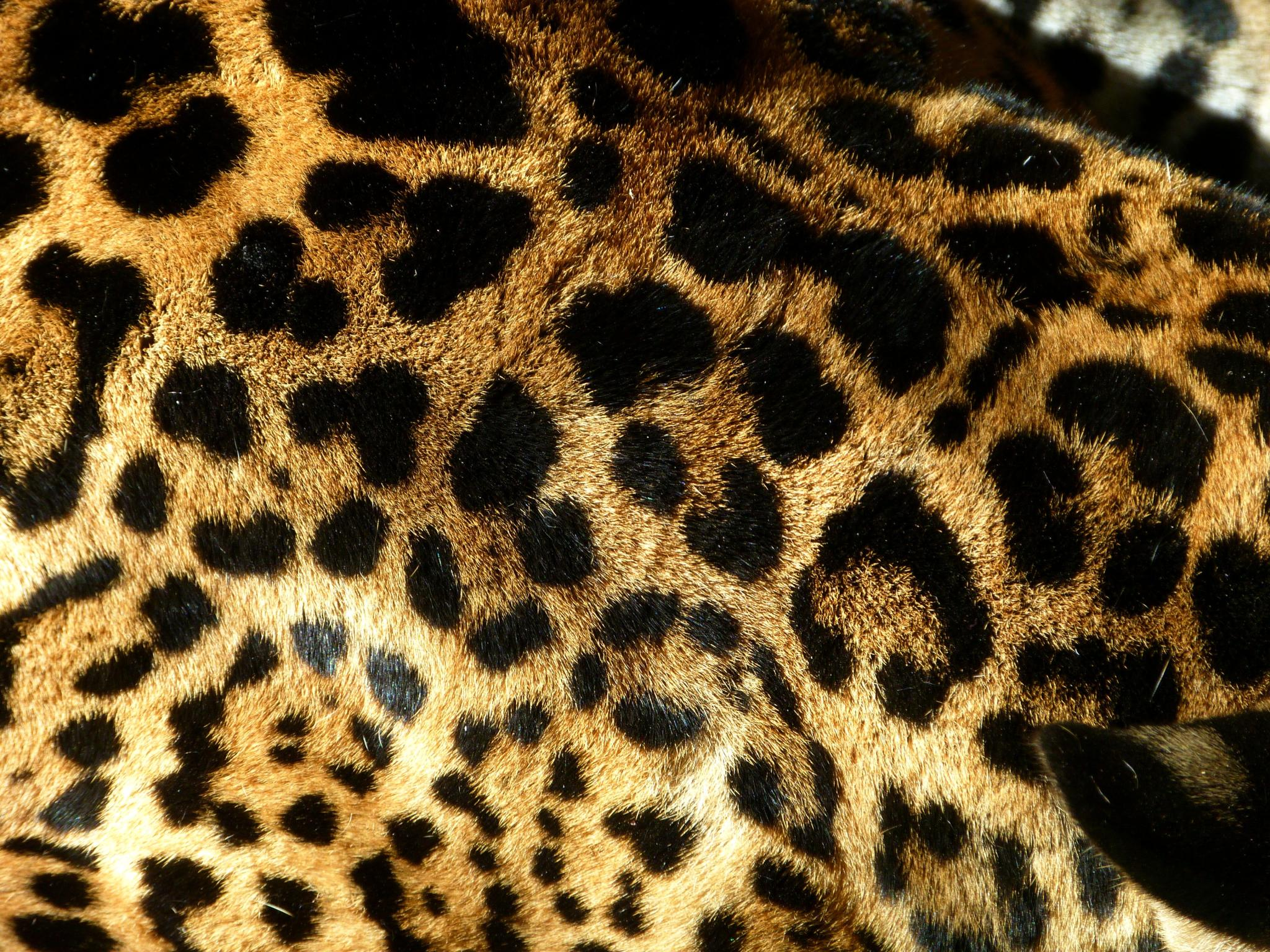
Fleckenvarianten in einem Fellausschnitt

Der Körper ist völlig bedeckt mit vorwiegend dichtstehenden schwarzen Flecken und Fleckenmustern verschiedener Form (Rosetten, kranzförmig). Die Zeichnung ist sehr variabel, häufig unterscheidet sich sogar die linke von der rechten Fellhälfte. Auch bei den gelegentlich vorkommenden schwarzen Jaguaren ist die Fleckenzeichnung bei günstigem Lichteinfall zu erkennen. Albinos oder teilweise ungefärbte Tiere wurden aus Paraguay gemeldet. Die Ohren sind klein und rund und auf der Rückseite schwarz, mit einem hellen, manchmal weißen Fleck, wie er auch beim Tiger zu finden ist.
Kopf, Läufe und Unterseite haben kleinere, volle Flecken, die an der Unterseite etwas dichter stehen, dort sind sie mit 5 bis 7 ½ Zentimeter Durchmesser auch etwas größer als im Rücken. Im Nacken und Rücken bis weit in die Seiten sind die Flecken fast gleichmäßig netzartig verteilt, mit nur kleinen Zwischenräumen der Grundfarbe. Die Rückenlinie (Grotzen) besteht aus mehreren nebeneinander verlaufenden Reihen rosettenähnlicher und voller Flecken; auch ist die Tönung dunkler. Die dunkle Tönung beginnt bereits am Oberkopf und erstreckt sich in voller Breite über den Nacken bis an die Oberbeine der Vorderläufe und weiter bis in den Schwanz hinein. Die hintere Rückenpartie (Pumpf) und Schwanz hat Flecken und Fleckenmuster, der Schwanz auch Querbinden und Ringe.

## Unterschied Jaguar-Leopard

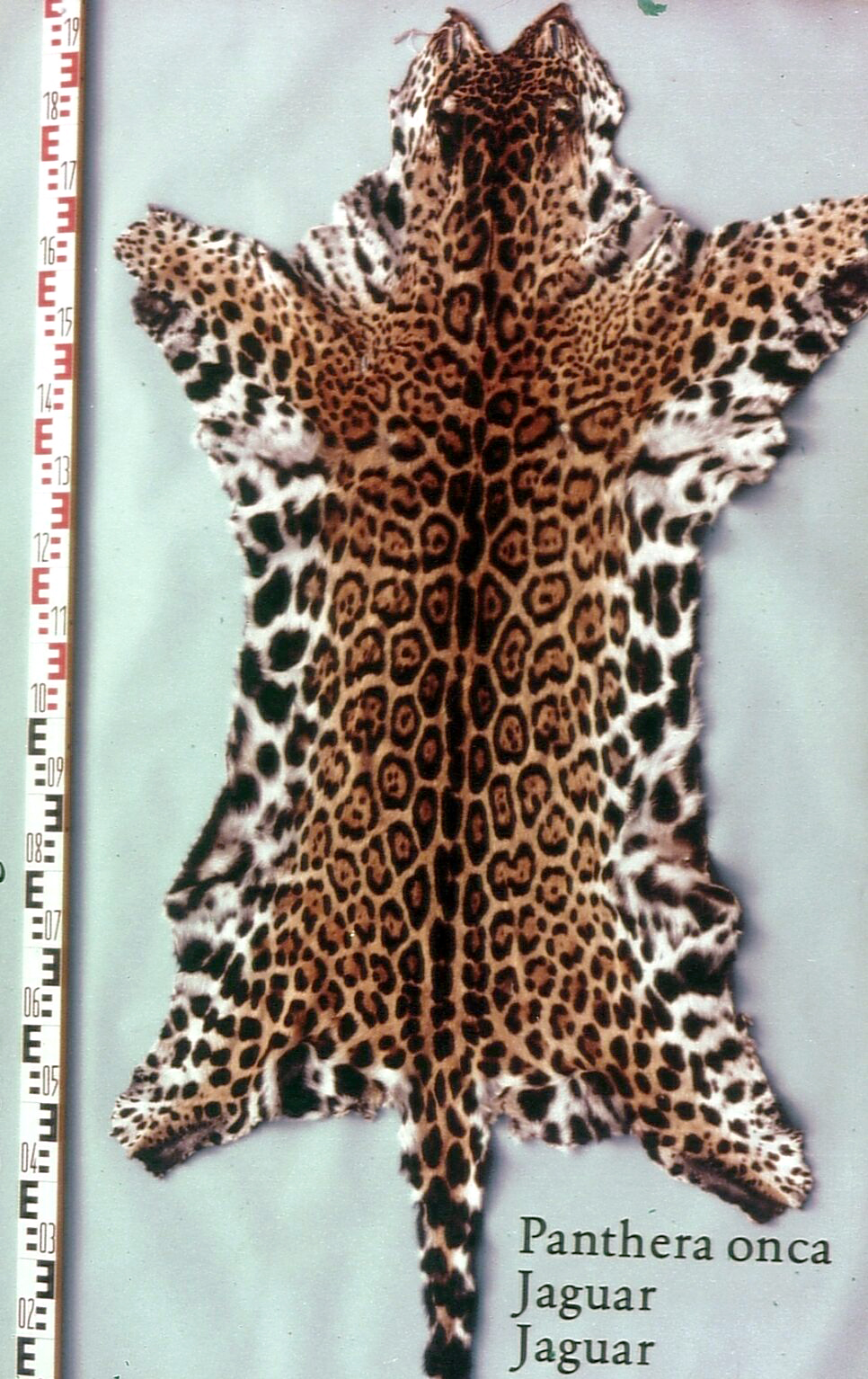
Jaguarfell
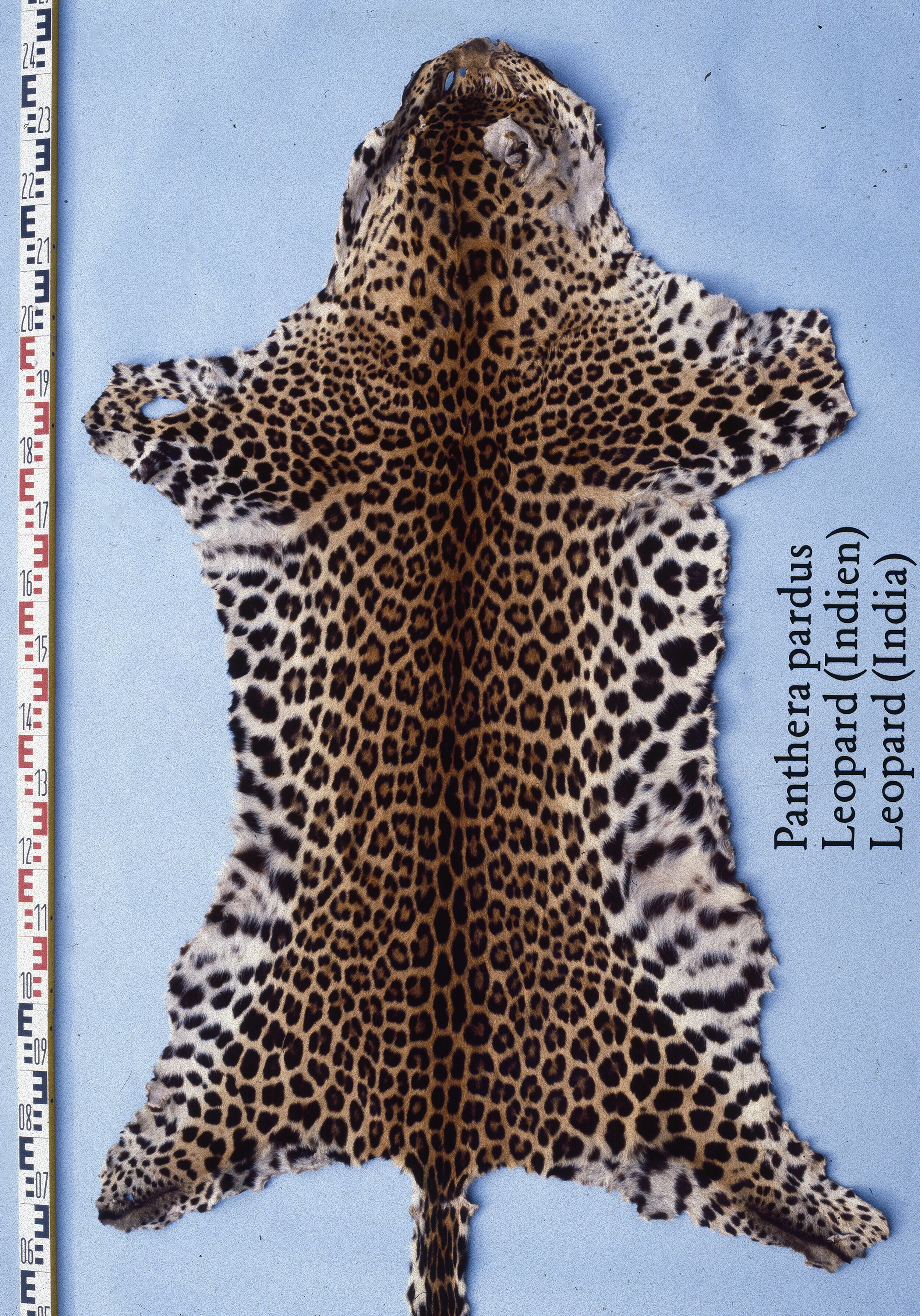
Zum Vergleich: Indischer Leopard
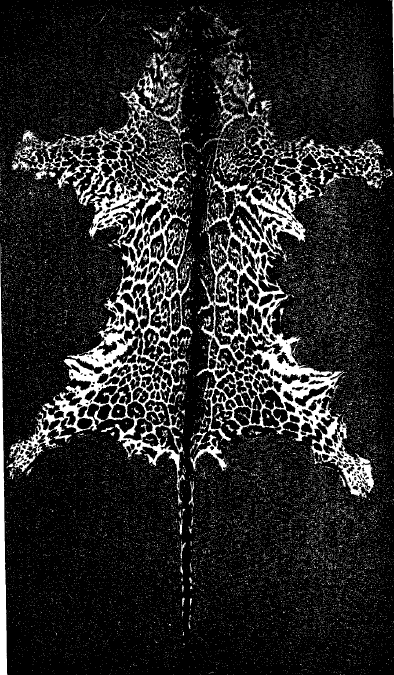
Indischer Leopard (Cuddapah), Fellzeichnung im Jaguarcharakter

Der Jaguar ist größer und gedrungener als der Leopard, hat jedoch einen wesentlich kürzeren Schwanz. Die Ringflecke sind größer als beim Leoparden. Die Rosetten haben in der Mitte, im Gegensatz zum Leoparden, einen oder zwei schwarze Punkte (Füllflecken). Die Grundfarbe ist oft rötlicher.
Manche Jaguarfelle unterscheiden sich trotzdem kaum von den Fellen der Leoparden, das gilt besonders für afrikanische Leoparden.
| Unterscheidungsmerkmale                                                               | Unterscheidungsmerkmale                                     |
| ------------------------------------------------------------------------------------- | ----------------------------------------------------------- |
| Jaguar (Südamerika, Arizona)                                                          | Leopard (Afrika, Asien)                                     |
| Rosettenflecken haben in der Mitte noch einen oder zwei schwarze Punkte (Füllflecken) | Rosettenflecken an den Körperseiten sind meist ohne Füllung |
| Schwanz bedeutend kürzer als der Körper (als Kopfrumpflänge)                          | Schwanz etwa körperlang                                     |
| Gedrungener Körperbau                                                                 | Graziler Körperbau                                          |

## Handel, Geschichte
Im Jahr 1486 eroberte der Aztekenherrscher Ahuitzotl die Region Soconusco, aus welcher schon vorher (bereits verarbeitete?) Jaguarfelle als äußerst kostbare Handelswaren nach Tenochtitlán gelangt waren. Im dichtbesiedelten zentralmexikanischen Hochland waren Jaguare zu dieser Zeit wahrscheinlich bereits weitgehend ausgestorben. Jaguarkrieger (auf Nahuatl: Ocēlōtl) waren Mitglieder der aztekischen Armee. Sie agierten als Eliteeinheiten und waren wahrscheinlich sogar Berufssoldaten. Sie wurden als aktive Kämpfer auf dem Schlachtfeld eingesetzt. Zu erkennen war diese Kriegergruppe an ihrem aufwendigen Schmuck und ihrer Kleidung – in der Regel kleideten sie sich mit einem Jaguarfell, das in vielen Fällen aus mehreren Teilstücken zusammengenäht war, in anderen Fällen wohl lediglich als Schulterüberwurf getragen wurde; hinzu kam manchmal eine Halskette aus Raubtierzähnen.
Der Codex Dresdensis ist eine der drei erhaltenen und mit Sicherheit authentischen Handschriften der Maya. Er ist etwa 800 Jahre alt und mit Schriftzeichen, Bildern und Zahlenzeichen beschrieben. Aufgrund des Inhalts ist anzunehmen, dass es sich um ein Handbuch von Kalenderpriestern gehandelt hat. Dieses besteht aus 39 doppelseitig beschriebenen Blättern, die ursprünglich als Leporello gefaltet und zum Schutz möglicherweise mit jaguarfellüberzogenen Holzdeckeln versehen waren.
Der Völkerkundler Claude Lévi-Strauss berichtete vom brasilianischen Stamm der Bororo aus den 1930er Jahren, dass jedes Mal wenn ein Mitglied starb, ein möglichst großes Wild erlegt wurde, möglichst ein Jaguar, dessen Fell, Krallen und Zähne die Sühne der Natur als Wiedergutmachung an der Gesellschaft für den von ihr verschuldeten Tod bildeten. Auch benutzten diese Eingeborenen ein altes Jaguarfell für die Totentänze. Bei den Tugaré trug der wichtigste Teilnehmer des Totentanzes, der, der die Seele des Verstorbenen verkörperte, einen riesigen Kopfschmuck und eine Schleppe aus Jaguarfell, die von einem Pagen getragen wurde. Bei den Nambikwara erlebte er einen Kriegstanz, bei dem die Männer mit besonders prächtigen Schmuck angetan waren, mit rot bemalten Strohquasten und Helmen aus Jaguarfell.
Felle schwarzer brasilianischer Jaguare wurden um 1900 im Land selbst sehr hoch bezahlt. Überhaupt erzielten die verhältnismäßig seltenen Jaguarfelle in Südamerika meist bessere Preise als in Europa. Teils wurden sie dort als Zimmerschmuck verwendet, zum anderen wurden sie von Touristen und Schiffskapitänen käuflich erworben.
Etwa ab 1900 bis Ende des 20. Jahrhunderts kamen in der westlichen Pelzmode gefleckte Katzenfelle vor. Die Hauptbejagung des Jaguars fand in den 1930er bis 1960er Jahren statt. Ein Kürschnerfachbuch erwähnt 1937 über die Verwertung: „Wegen des schweren Leders nur selten zu Autopelzwerk; allermeist zu Vorlegern, Teppichen, Wandbehängen“. Eine besondere Beachtung in der Mode fanden diese auffälligen Pelze, besonders das Ozelotfell, nach dem Zweiten Weltkrieg auch in der Bundesrepublik. Internationale Aufmerksamkeit bekam ein Jaguarmantel, den sich die achtzehnjährige Françoise Sagan, zusammen mit dem Auto des gleichen Namens vom Großhonorar ihres ersten Erfolsromans „Bonjour Tristesse“ kaufte. Diese Mode führte schnell zu einer Bedrohung dieser Tierarten, insbesondere der weniger häufigen Großkatzen. Im Jahr 1976 erfolgte deshalb die endgültige Inschutzstellung des Jaguars. Für nahezu alle Arten Wildkatzenfelle besteht seit etwa dieser Zeit ebenfalls ein Handelsverbot, zumindest erhebliche Handelsbeschränkungen.
Jaguarfelle wurden wie Leopardenfelle zu Pelzen mit „sportlichem Charakter“ verarbeitet. Da es von beiden Arten schwierig war, ausreichende Mantelsortimente zu erhalten, wurden manchmal beide Arten zusammensortiert und gemeinsam als Leopardenfelle angeboten.
Die Felle werden vom Jäger offen, nicht rund abgezogen, angeliefert.

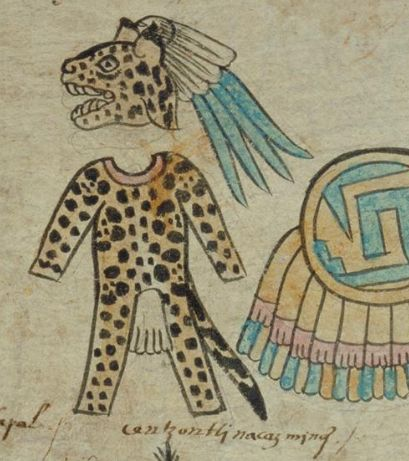
Jaguarkostüm aus einer aztekischen Steuerliste (ca. 1520–1530)
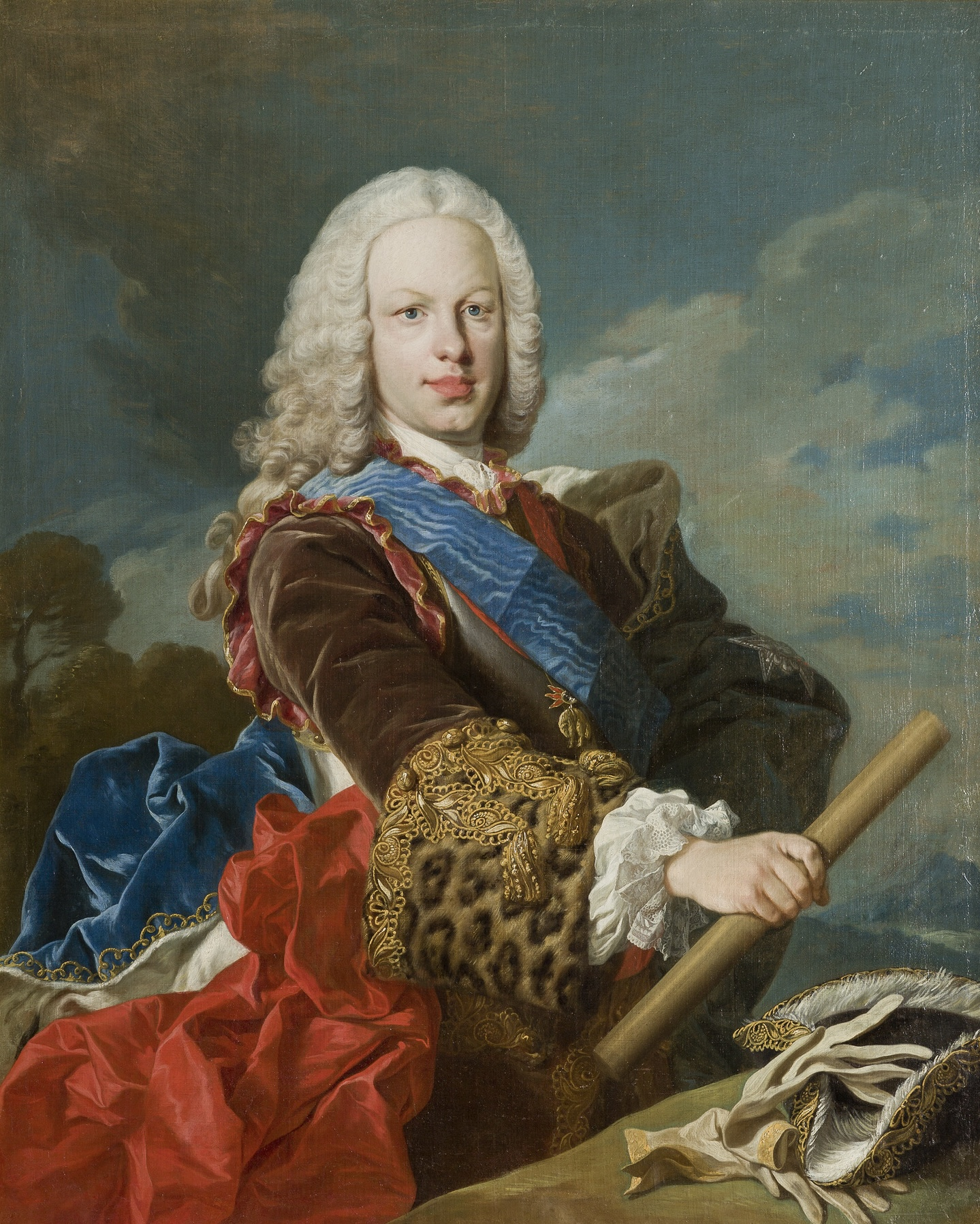
Ferdinand VI. mit Jaguarmanschetten (18. Jh.)
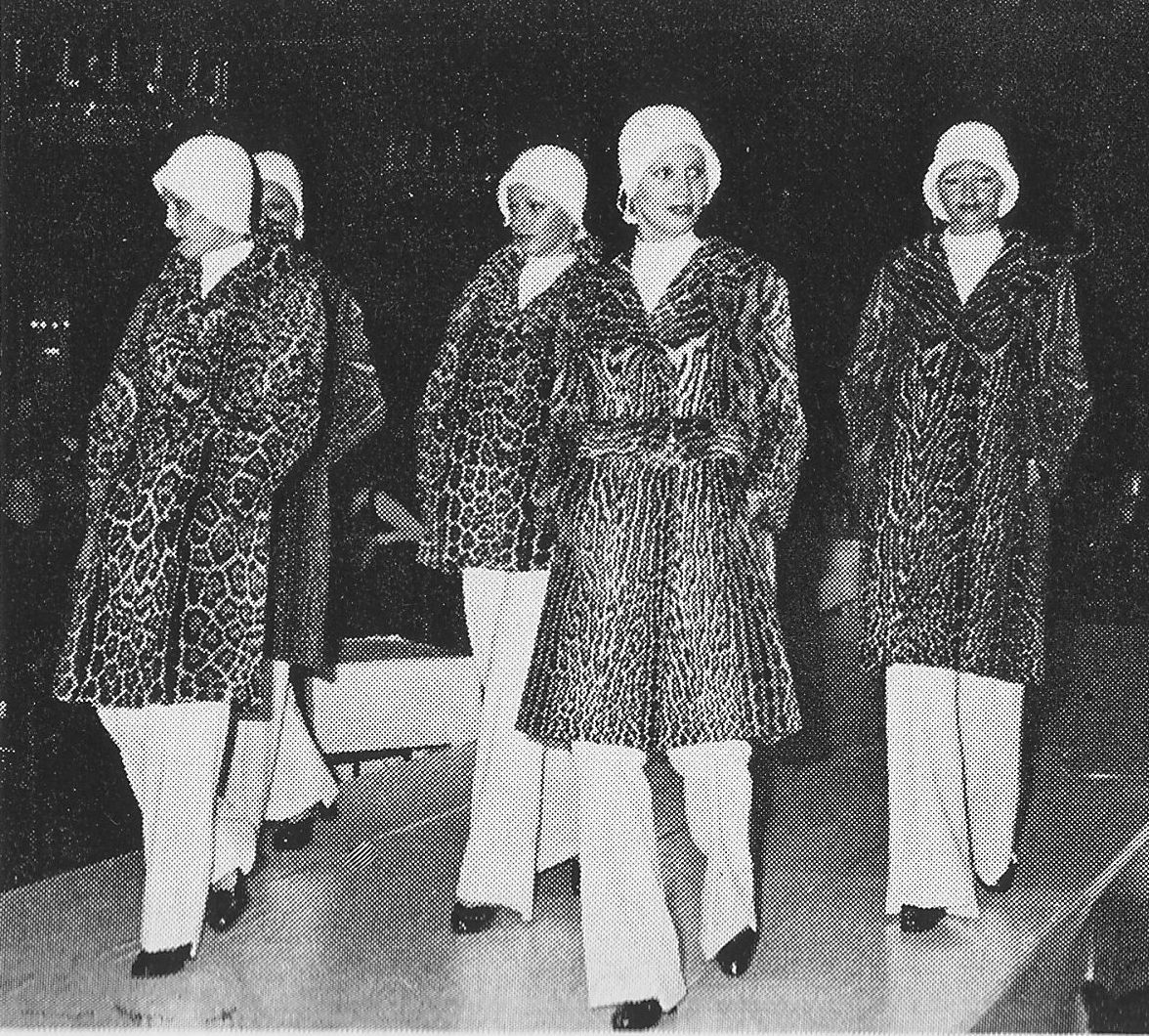
Jaguar-Mantel (links) und Jacke (Mitte) sowie Ozelotmäntel auf dem Laufsteg (1973)
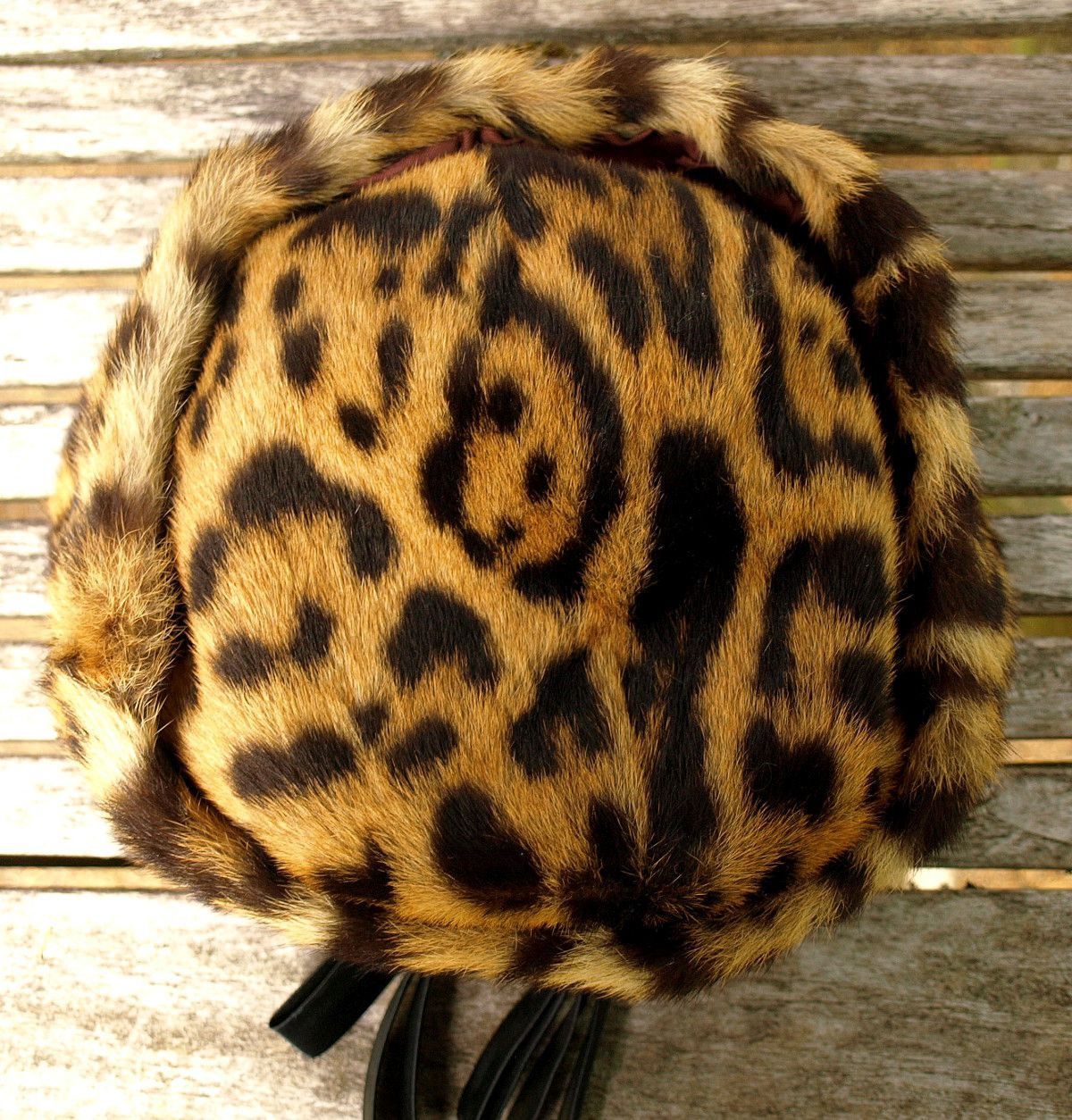
Damenkappe (ca. 1970er Jahre)
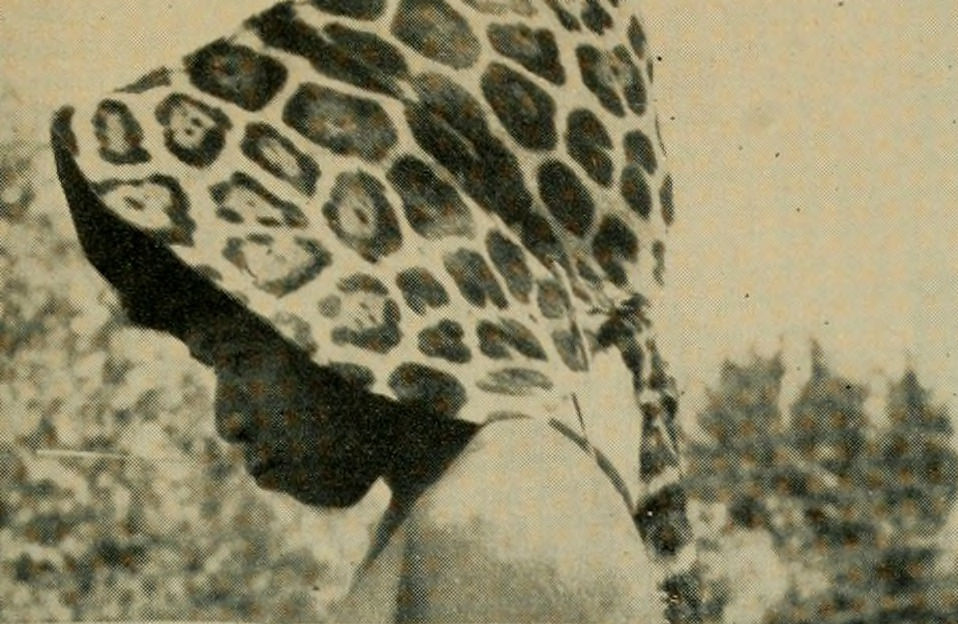
Jaguarmütze eines Nambikwara-Kriegers (1901)
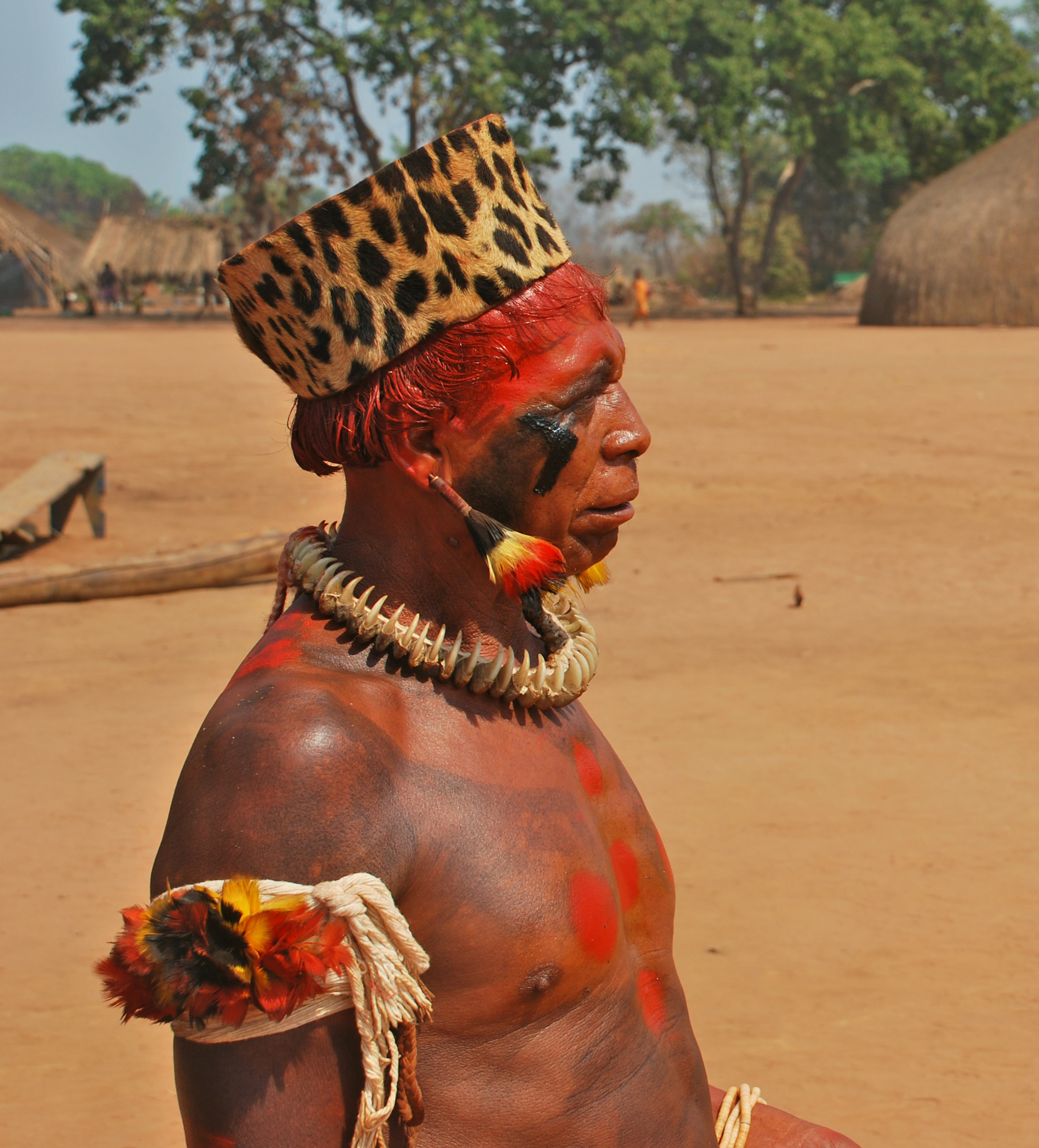
Xingu-Indianer mit Jaguarkappe (2007)

## Verarbeitung

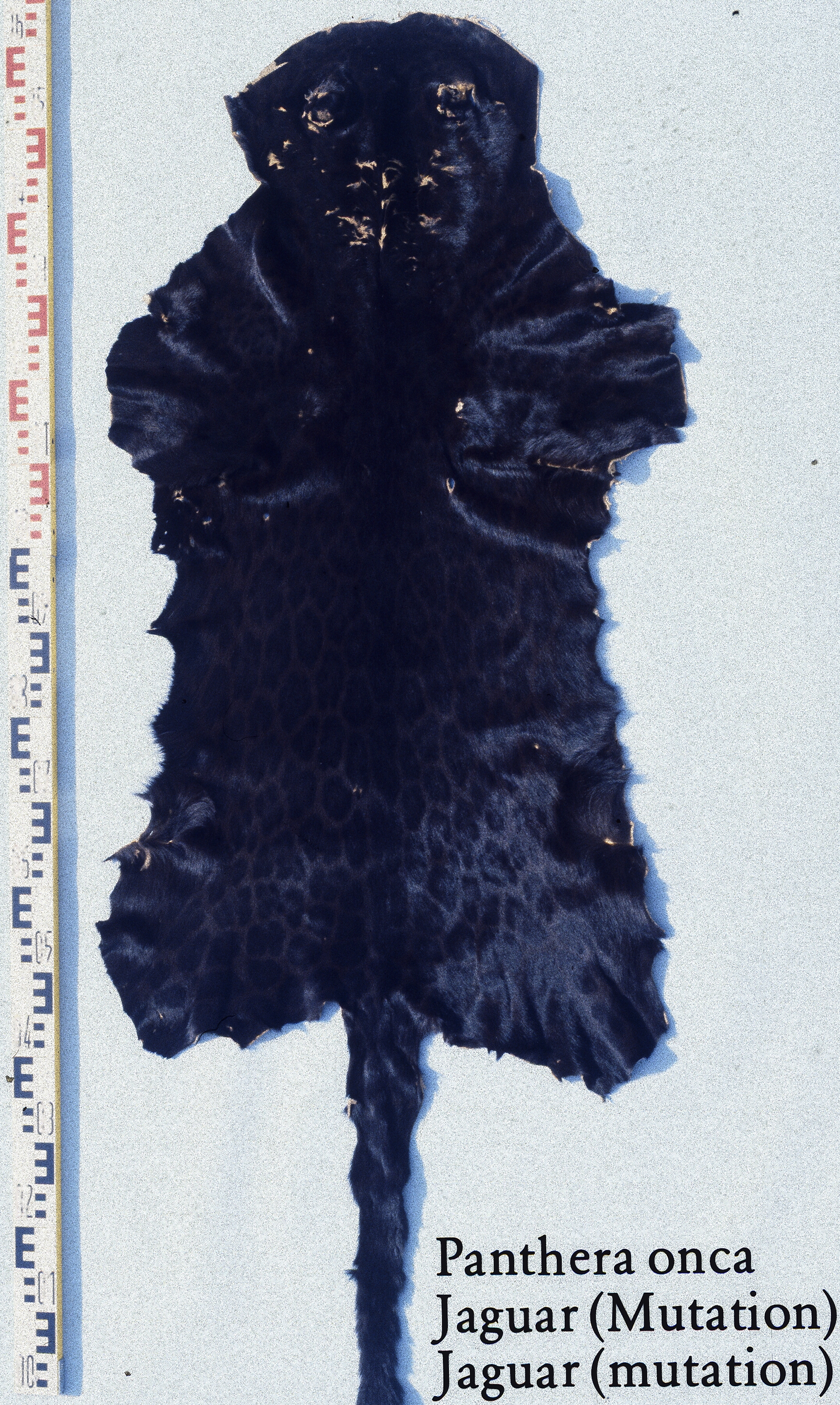
Schwarzer Jaguar

Die Verarbeitung des Jaguarfells zu Bekleidung entsprach der des Leopardenfells. Seit der Inschutzstellung findet die Verwertung der trotzdem anfallenden Felle nur noch in der Art von Jagdtrophäen, als Vorleger und Wandschmuck statt.
Im Jahr 1965 wurde der Fellverbrauch für eine für einen Jaguarmantel ausreichende Felltafel mit 4 bis 6 Fellen angegeben (sogenanntes Mantel-„Body“). Zugrundegelegt wurde eine Tafel mit einer Länge von 112 Zentimetern und einer durchschnittlichen Breite von 150 Zentimetern und einem zusätzlichen Ärmelteil. Das entspricht etwa einem Fellmaterial für einen leicht ausgestellten Mantel der Konfektionsgröße 46 des Jahres 2014. Die Höchst- und Mindest-Fellzahlen können sich durch die unterschiedlichen Größen der Geschlechter der Tiere, die Altersstufen sowie deren Herkunft ergeben. Je nach Pelzart wirken sich die drei Faktoren unterschiedlich stark aus.
Der Haltbarkeitskoeffizient für Jaguarfell-Kleidung wird mit 50 bis 60 Prozent angegeben; die Reparatur- und Umgestaltungsmöglichkeit wird wegen der Fellzeichnung als „schwierig“ eingestuft.

## Veredlung anderer Fellarten mit Jaguarmuster
In Zeiten, in den gefleckte Fellarten gefragt waren, aber auch wenn Raubkatzenmuster in der Textilmode aktuell sind, werden von der Pelzveredlungsindustrie vor allem preisgünstige Fellarten entsprechend eingefärbt und bedruckt. Hierfür kommen vor allem Kalbfelle, Zickelfelle, Lammfelle und Kanin infrage, aber auch Konfektion aus bedrucktem Nerzfell war beispielsweise in den Kollektionen der Saison 1969/70 stark vertreten. Die korrekte Handelsbezeichnung hierfür ist jeweils Jaguarkalb, Jaguarzickel, Jaguarlamm usw.

## Zahlen, Fakten
- 1531 brachte die Fregatte „La Pélerine“ unter Kapitän John Duperret 3000 Leopardenfelle (= Jaguarfelle), dreihundert Affen und 600 Papageien „die bereits einige Worte französisch sprachen“ nach Frankreich.[19][20]
- Anfang des 19. Jahrhunderts kamen, nach Alexander von Humboldt, jährlich etwa 2000 Jaguarfelle nach Europa.[10]
- Um 1900 betrug die Gesamtproduktion von Jaguarfellen in Südamerika jährlich 300 Stück (fälschlich als Leopard bezeichnet).[21]
- Vor 1934 betrug der Wert eines Jaguarfells ein Drittel bis die Hälfte eines Leopardenfells.[22]
- 1968 betrug der Rohfell-Anfall 13.560 Felle, ein Jahr später,
- 1969 betrug der Rohfell-Anfall 9831 Felle. Sämtliche Felle wurden in die USA geliefert.[6] Zahlen über den Gesamtanfall dieser oder späterer Jahre lagen nicht vor (Stand 1988). Doch wurden die Anlieferungen 1988 als bedeutend zurückgegangen eingeschätzt.[1]

## Anmerkung
1. ↑  Die Angabe für ein Body erfolgte nur, um die Fellsorten besser vergleichbar zu machen. Tatsächlich wurden nur für kleine (bis etwa Bisamgröße) sowie für jeweils gängige Fellarten Bodys hergestellt, außerdem für Fellstücken. Folgende Maße für ein Mantelbody wurden zugrunde gelegt: Körper = Höhe 112 cm, Breite unten 160 cm, Breite oben 140 cm, Ärmel = 60 × 140 cm.
2. ↑  Die angegebenen vergleichenden Werte (Koeffizienten) sind das Ergebnis vergleichender Prüfung durch Kürschner und Rauchwarenhändler in Bezug auf den Grad der offenbaren Abnutzung. Die Zahlen sind nicht eindeutig, zu den subjektiven Beobachtungen der Haltbarkeit in der Praxis kommen in jedem Einzelfall Beeinflussungen durch Pelzzurichtung und Pelzveredlung sowie zahlreiche weitere Faktoren hinzu. Eine genauere Angabe könnte nur auf wissenschaftlicher Grundlage ermittelt werden. Die Einteilung erfolgte in Stufen von jeweils zehn Prozent. Die nach praktischer Erfahrung haltbarsten Fellarten wurden auf 100 Prozent gesetzt.

## Belege
1. 1 2 3 4 5  Christian Franke/Johanna Kroll: Jury Fränkel´s Rauchwaren-Handbuch 1988/89. 10. überarbeitete und ergänzte Neuauflage, Rifra-Verlag Murrhardt, S. 97.
2. ↑  www.iucnredlist.org Zuletzt abgerufen am 18. Dezember 2014.
3. ↑  Wisia-online Bundesamt für Naturschutz. Zuletzt abgerufen am 18. Dezember 2014.
4. 1 2 3  Paul Schöps, Kurt Häse u. a.: Jaguar und Puma. In: Das Pelzgewerbe Jg. XI/Neue Folge, 1960 Nr. 3; Hermelin-Verlag Dr. Paul Schöps, Berlin u. a., S. 102–113.
5. 1 2 3 4  Emil Brass: Aus dem Reiche der Pelze. 1. Auflage, Verlag der „Neuen Pelzwaren-Zeitung und Kürschner-Zeitung“, Berlin 1911, S. 400–401.
6. 1 2 3   Heinrich Dathe, Paul Schöps, unter Mitarbeit von 11 Fachwissenschaftlern: Pelztieratlas. VEB Gustav Fischer Verlag Jena, 1986, S. 220–221.
7. ↑  Milan Novak u. a., Ministry of Natural Resources: Wild furbearer management and conservation in North America. Ontario 1987, S. 697 (engl.). ISBN 0-7778-6086-4 (nach Guggisberg, 1975; Hall, 1981).
8. ↑  Milan Novak u. a., Ministry of Natural Resources: Wild furbearer management and conservation in North America. Ontario 1987, S. 697 (nach Guggisberg, 1975) (engl.). ISBN 0-7778-6086-4.
9. ↑   Seymour, K.L.: Panthera onca. (PDF) In: Mammalian Species. 340, Nr. 340, 1989, S. 1–9. Abgerufen am 19. Dezember 2014.
10. 1 2 3  Fritz Schmidt: Das Buch von den Pelztieren und Pelzen. F. C. Mayer Verlag, München 1970, S. 151–153.
11. ↑  Paul Schöps, Kurt Häse u. a. Primärquelle: Tafel am Raubtierhaus des Berliner Zoos.
12. ↑  Claude Lévi-Strauss: Traurige Tropen. Indianer in Brasilien. Kiepenheuer & Witsch, Köln 1955, S. 184, 192, 268.
13. ↑  Milan Novak u. a., Ministry of Natural Resources: Wild furbearer management and conservation in North America. Ontario 1987, S. 698 (nach Hornocker, 1971) (engl.). ISBN 0-7778-6086-4.
14. ↑  Friedrich Kramer: Vom Pelztier zum Pelz. Arthur Heber & Co, Berlin 1937, S. 45.
15. 1 2 3  David G. Kaplan: World of Furs. Fairchield Publications. Inc., New York, S. 21, 170 (englisch).
16. ↑  Effi Horn: Pelze. Verlag Mensch und Arbeit, München 1968, S. 156.
17. ↑  Paul Schöps u. a.: Der Materialbedarf für Pelzbekleidung. In: Das Pelzgewerbe Jg. XVI / Neue Folge 1965 Nr. 1, Hermelin-Verlag Dr. Paul Schöps, Berlin u. a., S. 7–12.
18. ↑  Paul Schöps; H. Brauckhoff, Stuttgart; K. Häse, Leipzig, Richard König, Frankfurt/Main; W. Straube-Daiber, Stuttgart: Die Haltbarkeitskoeffizienten der Pelzfelle. In: Das Pelzgewerbe, Jahrgang XV, Neue Folge, 1964, Nr. 2, Hermelin Verlag Dr. Paul Schöps, Berlin, Frankfurt/Main, Leipzig, Wien, S. 56–58.
19. ↑  Claude Lévi-Strauss: Traurige Tropen. Indianer in Brasilien. Kiepenheuer & Witsch, Köln 1955, S. 35. ISBN 3 462 00995 8.
20. ↑  fatoshistoricosdobrasil.blogspot.de: la-pelerine-post.html: Fatos Históricos do Brasil “La Pèlerine”. Um Incidente Histórico. 16. Mai 2012. Abgerufen am 15. Januar 2015 (portugiesisch).
21. ↑  Paul Larisch, Josef Schmid: Das Kürschner-Handwerk. II. Teil, Selbstverlag Paris, ca. 1902/1903, S. 27.
22. ↑  Arthur Samet: Pictorial Encyclopedia of Furs. Arthur Samet (Book Division), New York 1950, S. 334. (englisch).